# 藤原述子
藤原 述子（ふじわら の のぶこ/じゅっし、承平3年（933年） - 天暦元年10月5日（947年11月20日））は、村上天皇の女御。弘徽殿女御、四條御息所とも。父は藤原実頼、母は藤原時平女。天慶9年(946年)、女御となる。天暦元年10月5日、東三条殿にて疱瘡発病中に出産し、亡くなった。